# Magliano de' Marsi
Magliano de' Marsi é uma comuna italiana da região dos Abruzos, província de Áquila, com cerca de 3 534 habitantes. Estende-se por uma área de 67 km², tendo uma densidade populacional de 53 hab/km². Faz fronteira com Borgorose (RI), Áquila, Massa d'Albe, Rocca di Mezzo, Sante Marie, Scurcola Marsicana, Tagliacozzo.

## Demografia
| Variação demográfica do município entre 1861 e 2011                               |
|                                                                                   |
| Fonte: Istituto Nazionale di Statistica (ISTAT) - Elaboração gráfica da Wikipedia |